# Ateneo de Granada
El Ateneo de Granada es una entidad cultural y sin ánimo de lucro, refundada en Granada en marzo de 2009 por una serie de poetas e intelectuales granadinos. En la actualidad, y desde febrero de 2025, está presidido por la profesora universitaria y jurista Rosa González de Patto. En 2023 se ha publicado un libro en el que se recogen las dos etapas conocidas del Ateneo: la primera, según la publicación, desde 1925 hasta 1932 y la segunda desde 2009 hasta la actualidad. Sin embargo, el investigador flamenco Antonio Conde González-Carrascosa descubrió tras la publicación del libro que existió un Ateneo de Granada anterior a los que hasta ahora se conocían y que data de 1883. Entre los fondos documentales que obran en el archivo de este investigador se encuentran las actas fundacionales, material fotográfico inédito, datos de la Junta directiva  y todas las conferencias y sesiones organizadas entre 1883 y 1888.
```
Pertenece a la Federación de Ateneos de Andalucía
[
1
]
 y su sede provisional se ubica en la calle Martín Bohórquez 30.
[
2
]
```

## Orígenes
El Ateneo de Granada se fundó en abril de 1883 de acuerdo con los datos del investigador Antonio Conde González-Carrascosa y de las actas fundacionales. Esta etapa duró hasta 1888 y organizó decenas de actividades, según este investigador que tiene documentadas todas las que se realizaron. Tuvo una segunda etapa que transcurrió entre 1925 y 1932. Posteriormente, se refundó el Ateneo de Granada el 6 de marzo de 2009 en la histórica Casa de los Tiros que, ubicada en pleno Realejo granadino, fue la primera sede de la entidad. En la fundación participaron medio centenar de intelectuales y artistas granadinos, entre los que se encuentran poetas —como José Carlos Rosales, Luis García Montero, Daniel Rodríguez Moya, Álvaro Salvador Jofre, Javier Benítez Láinez, Juan Andrés García Román, Fernando Valverde Rodríguez, Miguel Ángel Arcas o Milena Rodríguez—, músicos —como Tacho González—, pintores —como Juan Vida y Joaquín Peña-Toro—, escritores —como José María Pérez Zúñiga o Ginés S. Cutillas—, abogados —como Mariano Maresca—, semitistas —como María Isabel Lázaro— y arabistas —como Juan Castilla Brazales—. Su primer presidente fue José Carlos Rosales, quien estuvo acompañado en el equipo de gobierno por Luis García Montero, María Isabel Lázaro y Álvaro Salvador.

## Objetivos
El Ateneo de Granada tiene los siguientes objetivos:
- Divulgar la cultura, las ciencias, las artes en todas sus posibles manifestaciones
- Defender y promover la democracia, la igualdad, los derechos humanos y la libertad
- Generar un espacio plural e independiente para la reflexión y la confrontación de ideas, presidido por el espíritu crítico, el librepensamiento, la libertad de expresión, el respeto y el civismo.

## Presidentes
- José Carlos Rosales, poeta (6 de marzo de 2009 – 3 de marzo de 2010)
- José Luis Jiménez, gerente de la Orquesta Ciudad de Granada (3 de marzo de 2010 – 5 de febrero de 2011)
- María Isabel Lázaro Durán, semitista (5 de febrero de 2011 – 15 de diciembre de 2012)
- Juan Castilla Brazales, arabista (15 de diciembre de 2012-diciembre de 2018)
- Jesús Ambel Burgos, psicoanalista (diciembre de 2018- enero de 2024).
- Rosa Mª González de Patto, jurista (desde 26 de febrero de 2025)

## Socios de Honor
- Enrique Morente, nombrado el 27 de abril de 2013 (a título póstumo)[3]
- Miguel Ríos, nombrado el 27 de abril de 2013[3]
- José Manuel Caballero Bonald
- José Ladrón de Guevara
- Ángeles Mora
- Juan José Téllez
- Manuel LLanes